# ريان إدواردز (لاعب كرة قدم)
ريان إدواردز (17 نوفمبر 1993 بسنغافورة - ) هو لاعب كرة قدم سنغافوري في مركز الوسط. شارك مع منتخب أستراليا تحت 20 سنة لكرة القدم ومنتخب أستراليا الوطني لكرة القدم تحت 23 سنة. أما مع النوادي، فقد لعب مع نادي بارتيك ثيسل ونادي برث غلوري ونادي ريدنغ.

## وصلات خارجية
- ريان إدواردز على موقع الاتحاد الدولي (مؤرشف)  (الإنجليزية)
- ريان إدواردز على موقع دوري كوريا الجنوبية (الإنجليزية)
- ريان إدواردز على موقع قاعدة بيانات كرة القدم.إي يو (الإنجليزية)
- ريان إدواردز على موقع Soccerbase.com (لاعب) (الإنجليزية)
- ريان إدواردز على موقع Soccerway.com (الإنجليزية)